# Luke Mudgway
Luke Mudgway (Palmerston North, 12 juni 1996) is een Nieuw-Zeelands weg- en baanwielrenner.

## Carrière
Als junior werd Mudgway, samen met Regan Gough, wereldkampioen koppelkoers. Een jaar later werd hij, als eliterenner, Oceanisch kampioen scratch en maakte hij deel uit van het team dat goud veroverde in de ploegenachtervolging.
Op de weg won Mudgway in 2016 een etappe in de Ronde van China II. Drie jaar later won hij de Gravel and Tar Classic, voor Ryan Christensen en Cyrus Monk. In 2021, zijn tweede jaar bij Black Spoke Pro Cycling Academy, won Mudgway een etappe en het bergklassement in de New Zealand Cycle Classic. Een jaar later won hij het eind- en puntenklassement in de Grote Prijs van Gemenc. Omdat zijn ploeg in 2023 een stap hogerop deed, werd Mudgway dat jaar prof. Hij won dat jaar wederom een etappe en ditmaal het puntenklassement in de New Zealand Cycle Classic en hij werd nationaal criteriumkampioen.

## Palmares

### Baanwielrennen
| Jaar     | NK                               | OK                                          | WK                                | Overig   |
| Junioren | Junioren                         | Junioren                                    | Junioren                          | Junioren |
| -------- | -------------------------------- | ------------------------------------------- | --------------------------------- | -------- |
| 2014     | Scratch · Omnium · Achtervolging |                                             | Ploegkoers · Ploegenachtervolging |          |
| Elite    |                                  |                                             |                                   |          |
| 2015     | Omnium                           | Ploegenachtervolging · Scratch · Ploegkoers |                                   |          |
| 2016     |                                  |                                             |                                   |          |
| 2017     | Omnium                           |                                             |                                   |          |

### Wegwielrennen

#### Overwinningen
2016
3e etappe Ronde van China II
2019
Gravel and Tar Classic
2021
2e etappe New Zealand Cycle Classic
Bergklassement New Zealand Cycle Classic
2022
Eind- en puntenklassement Grote Prijs van Gemenc
2023
2e etappe New Zealand Cycle Classic
Puntenklassement New Zealand Cycle Classic

## Ploegen
- 2015 –  Avanti Racing Team
- 2016 –  Avanti IsoWhey Sports
- 2017 –  RTS-Monton Racing (vanaf 1 juli)
- 2018 –  H&R Block Pro Cycling
- 2019 –  EvoPro Racing
- 2020 –  Black Spoke Pro Cycling Academy
- 2021 –  Black Spoke Pro Cycling Academy
- 2022 –  Bolton Equities Black Spoke Pro Cycling
- 2023 –  Bolton Equities Black Spoke
- 2024 –  Li Ning Star
- 2025 –  Li Ning Star

Aitcheson · Cooper · Crome · Giacoppo · F.Gough · R.Gough · Hamilton · Hucker · Karwowski · Lake · Lane · Mudgway · O'Brien · O'Connor · Shaw · Stevenson · van der Ploeg · Zenovich
Batt · Bostock · Burnett · Christensen · Currie · Fitzsimons · Fouché · Gate · Gough · Jackson · Jones · Kench · Mudgway · O'Donnell · Oram · Scott · Sexton · Stewart · Townsend · Wright · Gardner (stagiair) · Hornblow (stagiair) · Vercouillie (stagiair)